# San Pablo Cuatro Venados
San Pablo Cuatro Venados är en kommun i Mexiko.   Den ligger i delstaten Oaxaca, i den sydöstra delen av landet, 400 km sydost om huvudstaden Mexico City.
Följande samhällen finns i San Pablo Cuatro Venados:
- Río Jalapilla
- El Zacatón
- Llano Manteca